# Jakub Omieciński
Jakub Omieciński herbu Junosza (ur. 25 stycznia 1793 na Wołyniu, zm. 6 stycznia 1851 w Warszawie) – radca stanu, marszałek szlachty guberni wołyńskiej.

## Życiorys
Jakub Omieciński pełnił liczne funkcje dygnitarskie. Przed objęciem stanowiska marszałka gubernianengo wołyńskiego, był pisarzem sądu powiatowego zwiahelskiego. Następnie, pełnił urząd podkomorzego żytomierskiego. Po ustąpieniu z urzędu marszałka szachy gubernii wołyńskiej, nie lubianego przez szlachtę hrabiego Janusza Ilińskiego, o stanowisko konkurował z Teodorem Bóbr-Piotrowickim. Po wygranej, powołany został do sprawowania urzędu, jednak wg innych źródeł, administracyjnie stanowisko nie zostało zatwierdzone. Prowadził również biznes wódczany w Petersburgu, na którym się zrujnował. Był członkiem Warszawskiego Towarzystwa Dobroczynności.

### Życie prywatne
Jakub był synem Antoniego Józefa Omiecińskiego oraz Izabelli Trypolskiej, miał dwóch braci; Wincentego i Kajetana (ks. Nepomucen) oraz dwie siostry; Kornelię i Elżbietę. Dnia 1 grudnia 1834 w Bereźne ożenił się z Cecylią Lubieniecką herbu Rola (córka Jakuba i Bronisławy Cieszkowskich). Jego córka, Ewa Izabella, zmarła w wieku 4 lub 12 lat, dnia 9 maja 1836 roku.
Zmarł bezpotomnie w domu nr 1301 przy ul. Nowy Świat w Warszawie (obecnie ul. Nowy Świat nr. 42). Pochowany został 8 stycznia 1851 roku na Cmentarzu Powązkowskim (kwatera 14, rząd 1, miejsce 25,26: Jakób Omieciński inw. 3576). Nabożeństwo żałobne odbyło się 16 stycznia 1851 w Kościele Kapucynów. Jego żona Cecylia Lubieniecka już jako wdowa, zmarła we Włoszech, w mieście Merano w roku 1881 (miejsce grobu nie jest znane), msza żałobna odbyła się w Kościele Wizytek w Warszawie.
Był bliskim znajomym poety, Szymona Konopackiego, który wspomina w swoich pamiętnikach historie związane z rodziną Omiecińskich, w tym o swojej przyjaźni z braćmi Jakubem i Wincentym Omiecińskim.

Zofia Przyłuska dostała się bratu memu, ś. p. Franciszkowi w r. 1830, o czem pod tą datą nadmienię, a Wincenty Omieciński wszedł w związek małżeński z Kamilą Porczyńską, córką marszałka Witalisa Porczyńskiego, siostrą cioteczną mojej żony, gdy ja byłem już żonaty od lat kilku. Z Omiecińskimi braćmi, Jakubem i Wincentym, w poufałej byłem znajomości z powodu, że z nimi jednocześnie pobierałem nauki u Pijarów międzyrzeckich.